# Gaya (langue)
Pour les articles homonymes, voir Gaya.
Le gaya est la langue présumée de l'ancienne confédération de Gaya, dans le sud de la péninsule coréenne. La langue n'est pratiquement pas attestée.

## Dénomination
Cette langue peut être appelée gaya, kaya, karak ou kara. Il s'agit de transcriptions différentes du nom de la confédération. Le nom de byeonhan ou pyŏnhan peut être utilisé en tant que synonyme, ou alors comme un stade antérieur au gaya (à l'image du vieux français pour le français, par exemple),,. Le terme pré-kaya ou karak japonique est utilisé pour désigner une langue japonique hypothétique qui aurait été parlée avant la langue gaya coréanique,.
Le nom Gaya est la transcription du nom de la confédération écrit en caractères chinois en coréen moderne. La plus ancienne forme attestée est Kara (en chinois médiéval : 加羅, 'kæla). Les formes Kaya (加耶) ou Karak (伽落) ont aussi été utilisées. Le Nihon shoki utilise les noms Mimana et Kara.

## Classification

### Hypothèse d'une langue unique
La plupart des auteurs considère qu'il n'y a qu'une langue gaya, mais leur vision sur sa classification diverge.
Si certains pensent qu'il s'agit d'une langue coréanique du groupe han,, d'autres pensent de la gaya est une langue japonique péninsulaire,,.
Une autre hypothèse, présentée par Soo-Hee Toh, prends en compte les toponymes, et suggère que le mahan (qu'il nomme ancien paekche), le ye-maek et le kaya étaient la même langue.
En l'état actuel des connaissances, cette langue est inclassable.
Ce qui donne deux modèles sur sa classification :

#### Modèle coréanique
- langues coréaniques
  - langues han
    - (jinhan)
      - sillan

    - (byeonhan)
      - gaya

    - mahan

#### Modèle japonique

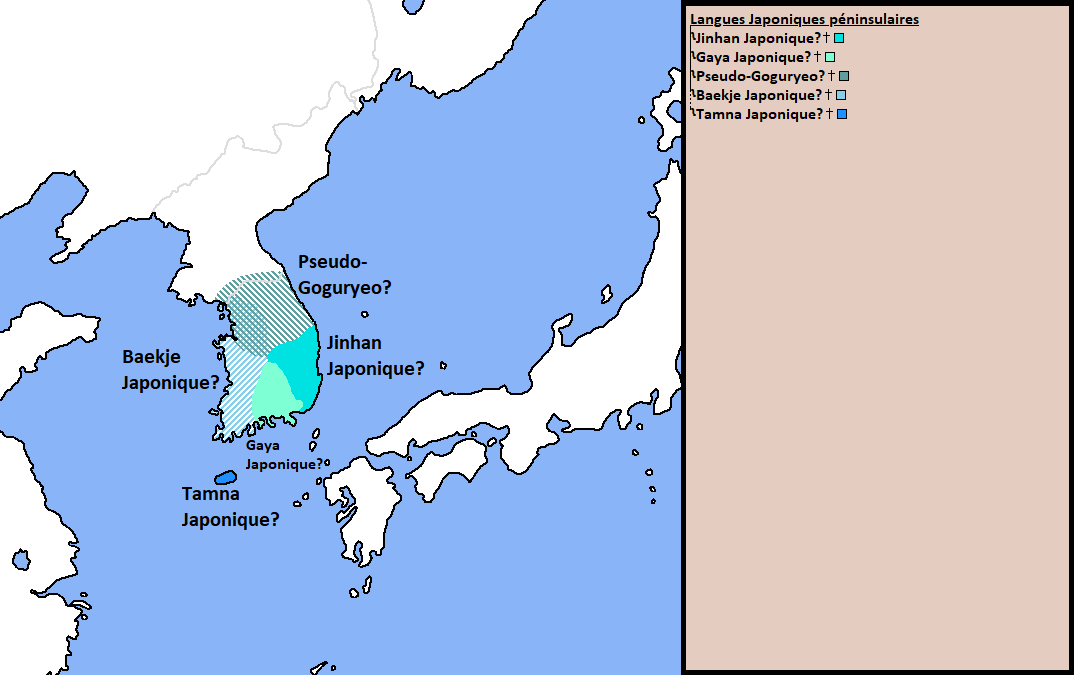
Carte des langues japoniques péninsulaires.
Chinhan japonique
Gaya
Pseudo-koguryŏ
Paekche japonique
Tamna

- langues japoniques
  - langues japoniques péninsulaires
    - chin-han japonique
    - gaya
    - paekje japonique
    - pseudo-koguryŏ

### Hypothèse de langues multiples
Beckwith quant à lui propose qu'il y avait deux langues gaya : un gaya coréanique (gaya tout court) et un gaya japonique (pré-kaya). Il classe par ailleurs le pré-kaya au sein du japonique insulaire, dans un « groupe yayoï » (aux côtés du vieux japonais). 
Cela donne cette classification :
- langues japoniques/japono-koguryeoïques
  - langues japoniques insulaires/japoniques
    - langues yayoï
      - vieux japonais
      - pré-kaya

    - langues ryūkyū

## Données linguistiques
Certains anciens textes chinois fournissent des descriptions sur les Samhan (les « trois Han » : Jinhan, Byeonhan, Mahan), trois confédérations historiques de cités-États coréens du Sud de la Corée. On peut citer les Chroniques des Trois Royaumes et le Livre des Han tardifs comme les plus anciennes sources sur le sujet,.
Ces deux sources disent que Mahan avait une langue différente de celle de Jinhan. La relation entre la langue de Jinhan et Byeonhan est plus floue, car les Chroniques des Trois Royaumes les décrit comme similaires, et le Livre des Han tardifs les décrits comme différentes.
Les Chroniques des Trois Royaumes dresse une liste de toponymes de Byeonhan et leur prononciation en chinois médiéval, :
- *mieliɑi-mietoŋ (彌離彌凍)
- *tsiapdɑ (接塗)
- *kɑtsi-mietoŋ (古資彌凍)
- *kɑtśuindźe (古淳是)
- *pɑnlɑ (半路)
- *lɑknɑ (樂奴)
- *mieʔɑ-jama (彌烏邪馬)
- *kɑmlɑ (甘路)
- *koja (狗邪)
- *tsodzouma (走漕馬)
- *ʔɑnja (安邪)
- *dokliɑ (瀆盧)

Certains noms semblent avoir des suffixes :
- Le suffixe *-mietoŋ apparait aussi dans un toponyme de Jinhan, et a été comparé avec le moyen coréen tardif mith et le proto japonique *mətə. Les deux signifient « base, bas » et Samuel Martin suppose qu'il s'agit d'un cognat.
- Le suffixe *-jama, qui ressemble au proto japonique *jama ("montagne").

Byeonhan est remplacé par Gaya au IVe siècle et est annexé par Silla au VIe siècle. Le Samguk Sagi donne des descriptions géographiques de territoires conquis par Silla principalement au centre et au Sud de la Corée, dont des toponymes. Seulement, ces toponymes sont écrits en caractères chinois, ils sont donc difficiles à interpréter,. Certains seraient d'origine japonique, coréanique, et toungouse.

Un mot seulement a été explicitement attribué à la langue de Gaya au chapitre 44 du Samguk Sagi :
加羅語謂門為梁云。 'Dans la langue de Gaya, le mot pour « pont » est 梁.'
Le caractère « 梁 » était utilisé pour transcrire le mot sillan twol 'crête'. Les philologistes pensent donc que ce mot avait une prononciation semblable.
- Ce mot a été comparé au vieux japonais to1 'pont, porte'.

## Comparaison lexicale
Vovin (2017) compare certains glosses du gaya (qu'il désigne comme « karak » ou « karak japonique ») à des mots de langues japoniques insulaires.
| français | vieux japonais | proto-ryūkyū | proto-japonique insulaire | karak/gaya japonique                                       |
| -------- | -------------- | ------------ | ------------------------- | ---------------------------------------------------------- |
| trois    | mî-tu          | *mi-tu       | *mi-tu                    | *mit                                                       |
| eau      | mî-ndu         | *me-ⁿzu      | *me                       | *mɛ                                                        |
| ours     | kuma           | *koma        | *koma                     | *koma (peut aussi être comparé au proto-coréanique *kwomʌ) |

## Phonologie
La phonologie du gaya est reconstruite par Mabuchi (1999).

### Voyelles
|         | Antérieure | Centrale | Postérieure |
| ------- | ---------- | -------- | ----------- |
| Fermée  | /i/        |          | /u/         |
| Moyenne | /e/        | /ɿ/, /ǝ/ | /o/         |
| Ouverte |            | /a/      |             |

### Consonnes
|           | Bilabiale | Alvéolaire | Palatale | Vélaire |
| --------- | --------- | ---------- | -------- | ------- |
| Occlusive | /p/       | /t/        | /c/      | /k/     |
| Fricative |           | /s/        |          |         |
| Nasale    | /m/       | /n/        |          |         |
| Spirante  |           | /l/        |          |         |